# Lettre à M. Victor Hugo
Lettre à M. Victor Hugo est une lettre de Xavier Forneret datée du 14 juin 1851, suivie de l'essai Réflexions sur la peine de mort et du post-scriptum À propos d'une condamnation capitale.

## Présentation
La lettre est paraphée « Mimande (S.-et-L.), à la campagne, ce samedi 14 juin 1851 », comme de nombreux textes de Forneret écrits dans sa maison de campagne près de Chaudenay, à une douzaine de kilomètres de Beaune. Les réflexions sur la peine de mort sont datées du 20 juin.
Le texte porte en épigraphe la sentence : « Une goutte d'eau de plus dans la mer, est toujours une goutte d'eau ».

### Contexte
La Lettre à M. Victor Hugo est une missive adressée au célèbre écrivain et intellectuel français Victor Hugo. Forneret écrit au début de celle-ci avoir reçu une lettre d'encouragement de ce dernier le 1er juin 1848, en réponse à l'envoi de son poème sur Napoléon Ier, À l'Empereur mort et aux reliques encore vivantes de ses armées, et précise en note que « cette lettre et ces strophes paraîtront en leur temps et lieu ». Forneret retranscrira en effet le message d'Hugo (précédée d'une prudente justification) en « Note » du poème concerné dans son recueil Lignes rimées (1853) : « Je suis bien sensible, monsieur, à votre cordiale et sympathique lettre. J'ai lu avec un profond intérêt vos strophes où respire le sentiment national. Les nobles vers viennent aux nobles enthousiastes ». Cependant, Eldon Kaye précise que ce type de compliment provenant d'Hugo envers ses admirateurs était chose courante, le poète cherchant à s'assurer le soutien du plus grand nombre.
Forneret lui adressera encore par la suite un autre poème, Au grand poëte Victor Hugo, publié dans le recueil Ombres de poésie en 1860, où il le prie de rejoindre sa patrie.

### Publications
La lettre et l'essai furent imprimés à compte d'auteur à l'imprimerie de Mme Noellat à Dijon.
La Réflexion sur la peine de mort porte la mention « Gratis » en haut de page, ce qui voudrait dire que l'œuvre aurait été diffusée gratuitement.

## Analyse

### La peine de mort dans l'œuvre de Forneret
Trois aphorismes de Broussailles de la pensée, paru en 1870, l'année de la réimpression de la Lettre à M. Victor Hugo, reviennent sur la question de la peine de mort :

« L'abolition de la PEINE DE MORT serait, selon nous, comme une tête qui ne tomberait que plus souvent et plus sûrement, sous le couteau de l'Assassin. »

« Une condamnation judiciaire prononcée après le plus profond examen, Il faut qu'en suite de cette sentence, le châtiment s'exécute dans toute sa rigueur, rien n'empoisonnant la Société comme un bon pain de prison »

« Craignez de mal juger, — mais non pas de punir »

Tristan Maya résume ainsi l'attitude de Forneret : « Non qu'il ne compatisse pas, mais il désire qu'on maintienne la peine de mort : pas de circonstances atténuantes. Non seulement il considère que c'est une nécessité sociale pour assurer la vie paisible des braves gens, mais c'est une consolation pour les coupables ».

### Édition moderne
- Xavier Forneret, Écrits complets : Volume II (1836-1880) – Aphorismes, contes et récits, roman, vie quotidienne, Dijon, Les Presses du réel, coll. « L'Écart absolu », 2013, 800 p. (ISBN 978-2-84066-488-8), édition établie par Bernadette Blandin

### Ouvrages cités
- Maxime du Camp, Souvenirs littéraires, t. 1, Paris, Hachette, 1882-1883, 406 p. (lire en ligne), p. 113-114
- Eldon Kaye, Xavier Forneret dit « l’homme noir » (thèse, Besançon, 1958), Genève, Droz, coll. « Histoire des idées et critique littéraire », 1971, 306 p.
- Tristan Maya, X. F. humoriste noir blanc de visage, Saint-Seine-L’Abbaye, Éditions de Saint-Seine-l’Abbaye, Jean-Paul Michaut, 1984, 200 p. (ISBN 2-86701-045-4)
- Jacques-Rémi Dahan, Préface des Contes et récits, Paris, José Corti, coll. « Collection romantique n°43 », 1994, 414 p. (ISBN 2-7143-0501-6)
- Xavier Forneret, Écrits complets : Volume I (1834-1876) – Théâtre, poésie, musique, Dijon, Les Presses du réel, coll. « L'Écart absolu », 2013, 976 p. (ISBN 978-2-84066-487-1), édition établie par Bernadette Blandin
- Bernadette Blandin, Repères biographiques, Xavier Forneret (1809-1884), Dijon, Les Presses du réel, 2013, 795 p. (ISBN 978-2-84066-488-8), p. 787-795